# Stygnus simplex
Stygnus simplex – gatunek kosarza z podrzędu Laniatores i rodziny Stygnidae.

## Występowanie
Gatunek występuje w północno-zachodniej części Ameryki Południowej. Wykazany dotąd z Ekwadoru, Kolumbii oraz Peru.